# Promachus chinensis
Promachus chinensis là một loài ruồi trong họ Asilidae. Promachus chinensis được Ricardo miêu tả năm 1920. Loài này phân bố ở vùng Cổ Bắc giới và châu Á.